# 犬上縣
犬上縣是日本於1872年1月曾設立的行政區劃，最初曾名為長濱縣，其管轄範圍包括過去明治維新前近江國的北半部區域，相當於現今滋賀縣的北半部及東近江市的大部分區域，縣廳曾先後設於犬上郡彥根（位於現在的彥根市）的彥根城和坂田郡長濱（位於現在的長濱市）；已於同年10月與滋賀縣合併。

## 歷史
1871年日本實施廢藩置縣後，近江國北部的區域分屬彥根縣、宮川縣、山上縣、朝日山縣，1872年的第一次府縣整併中，將位於近江國北部七個郡的區域整併為一個縣，縣廳最初雖然設在設於犬上郡彥根（位於現在的彥根市）的彥根城，但由於計畫未來縣廳將遷至坂田郡長濱，因此最初命名為長濱縣。
不過在同年3月縣廳遷移至長濱後僅十天，又決定將把縣廳遷回犬上郡彥根，因此在4月份更名為犬上縣，並於5月份遷回犬上郡彥根。
10月時，犬上縣又與位於近江國南部的滋賀縣合併，雖然與滋賀縣的縣廳所在地大津相比，犬上縣的縣廳所在地彥根位於整個新縣的中央位置，但在由於大津的發展住況及人口都叫彥根為佳，因而最終仍決定將新縣的縣廳設於位在全縣西南部的大津，合併後的新縣也就因此就繼續使用滋賀縣做為縣名。

### 轄區
1872年第一次府縣整併後
- 近江國
  - 高島郡
  - 伊香郡
  - 淺井郡
  - 坂田郡
  - 犬上郡
  - 愛知郡
  - 神崎郡

## 歴任知事
| 職稱 | 姓名     | 上任日期     | 卸任日期       | 備註                         |
| ---- | -------- | ------------ | -------------- | ---------------------------- |
| 權令 | 神山郡廉 | 1872年1月5日 | 1872年10月30日 | 前高知縣大參事、原高知藩藩士 |